# Associação Paraibana dos Amigos da Natureza

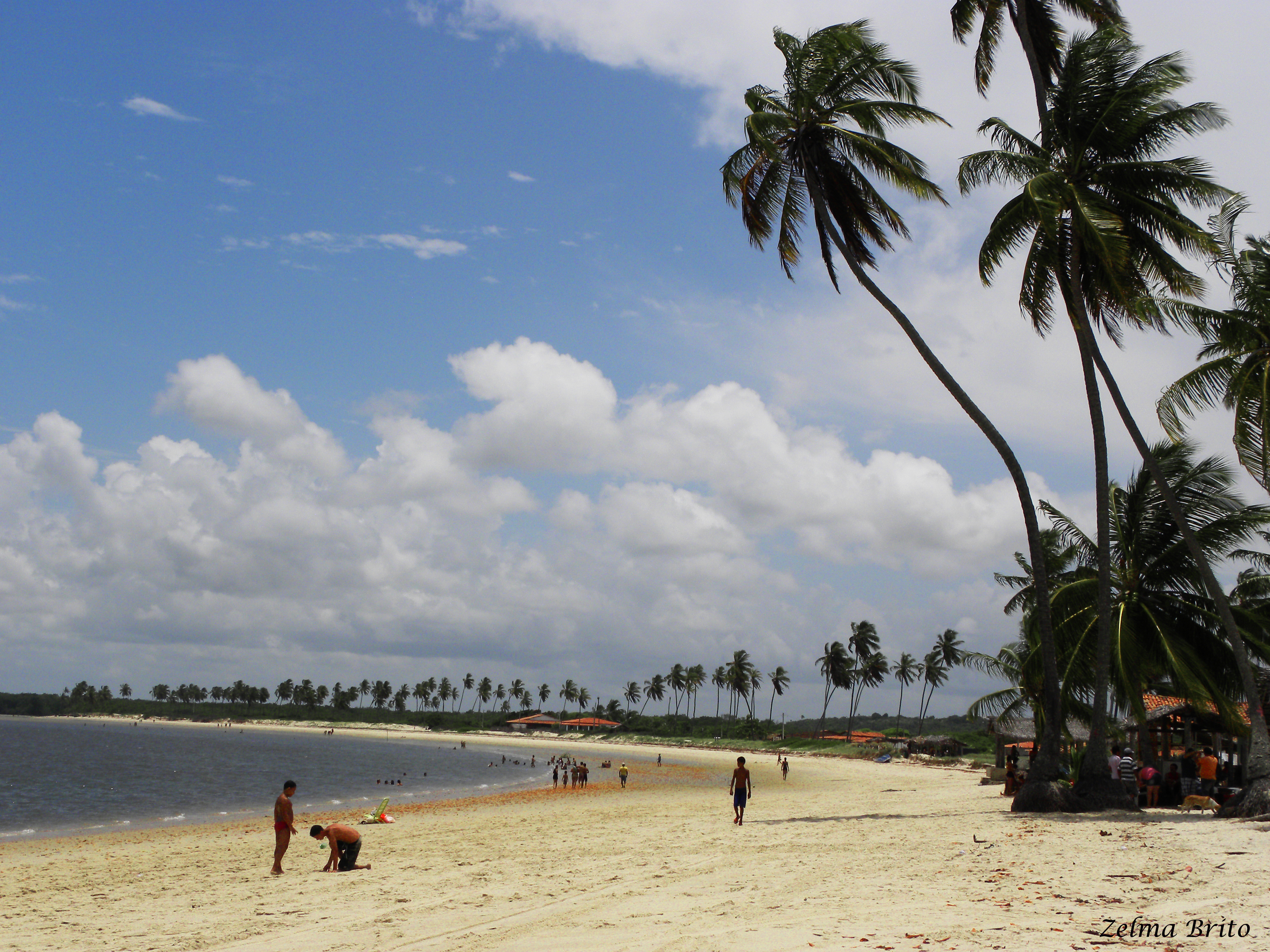
A associação foi criada com o objetivo de proteger e educar sobre os biomas do estado. Na imagem: praia de Coqueirinho, Marcação

A Associação Paraibana dos Amigos da Natureza (Apan) é uma organização da sociedade civil sem fins lucrativos (OSCIP) localizada em João Pessoa, capital do estado da Paraíba. Fundada em 1978, a entidade promove a defesa do meio ambiente paraibano e a preservação dos ecossistemas naturais do estado.
O objetivo da Organização Não Governamental é a defesa do meio ambiente e a educação ambiental. Por isso, a entidade disponibiliza ao público uma biblioteca com 3 mil exemplares e encaminha denúncias sobre crimes ambientais aos órgãos públicos competentes, além de divulgar a memória de ambientalistas.
Entre as mais emblemáticas vitórias da Apan na defesa dos interesses da natureza, destacam-se o fim da caça às baleias no município de Lucena, assim como a inserção do artigo 229 na constituição do Estado Paraíba, que dentre outras resoluções impede a construção de edifícios com mais de três andares na orla marítima. A Apan foi responsável ainda pelo estabelecimento do recuo da Estação Ciências em João Pessoa para cem metros antes da Barreira do Cabo Branco e viabilizou os embargos à construção do Centro de Convenções do Estado da Paraíba em área de Mata Atlântica.
A Apan, que atualmente emprega o programa «Castelo Branco Verde» e tem plantado árvores nativas da Mata Atlântica no bairro do Castelo Branco, é atualmente presidida por Socorro Fernandes. Por muito tempo teve a vereadora Paula Frassinete a sua frente. 
Em 2012 a ONG, cuja sede fica no Centro de João Pessoa, comemorou seus 30 anos de existência.